# Tommy Robredo
Tommy Robredo (Hostalric, 1 mei 1982) is een voormalig Spaans professioneel tennisser die gespecialiseerd was in graveltennis. Robredo begon met tennissen op zijn 5e levensjaar.

## Carrière

### Junioren
Als junior won hij in 1998 de Orange Bowl en haalde in 2000 de finale van Roland Garros voor junioren. Die finale verloor hij van Paul-Henri Mathieu.

### 2001-2005
In 2001 haalde hij de achtste finale van Roland Garros en de US Open. In 2002 haalde hij de kwartfinale van het masterstoernooi in Rome en de halve finale in Hamburg.
In 2003 haalde hij de kwartfinale Roland Garros. In 2004 haalde hij de kwartfinale in het masterstoernooi Madrid en de halve finale in het masterstoernooi in Cincinnati.
In 2005 haalde hij twee keer de kwartfinale in Parijs. Een keer tijdens Roland Garros en een keer tijdens het masterstoernooi van Parijs.

### 2006
2006 was het jaar van Robredo's doorbraak. Hij won een toernooi van de Hamburg door Radek Štěpánek in de finale te verslaan en hij won het ATP-toernooi van Bastad door in de finale Nikolaj Davydenko te verslaan. Zo behaalde hij de 5e plek op de wereldranglijst. Hij kwalificeerde zich ook voor de Tennis Masters Cup.

### 2007
In 2007 waren zijn belangrijkste wapenfeiten de kwartfinaleplaatsen in de Australian Open en Roland Garros. Robredo haalde drie finales van ATP-toernooien, in Auckland, Sopot en Peking. Het toernooi van Sopot wist Robredo op zijn naam te schrijven.
Op het Masterscircuit heeft Robredo in 2007 kwartfinaleplaatsen behaald in Miami en in Rome.

## Bijnamen
Robredo werd in 2006 door zijn fans "Disco Tommy" genoemd, dit refereert aan zijn lange haar destijds. Robredo maakte in een blog bekend dat zijn coach hem "Jack Bauer" noemde, dit omdat Robredo 24 volgt, de fans noemden hem hierop "Disco Jack". Hierop volgend noemde Robredo zijn coach "David Palmer".

## Palmares
| Legenda                       | Legenda               |
| ----------------------------- | --------------------- |
| Grand Slam                    |                       |
| Olympische Spelen             |                       |
| tot 2009                      | vanaf 2009            |
| Tennis Masters Cup            | ATP Finals            |
| ATP Masters Series            | ATP Tour Masters 1000 |
| ATP International Series Gold | ATP Tour 500          |
| ATP International Series      | ATP Tour 250          |

### Enkelspel
| Nr.                  | Datum             | Toernooi            | Ondergrond | Tegenstander in finale | Score                   | Details       |
| -------------------- | ----------------- | ------------------- | ---------- | ---------------------- | ----------------------- | ------------- |
| Gewonnen finales     |                   |                     |            |                        |                         |               |
| 1.                   | 29 juli 2001      | ATP Sopot           | Gravel     | Albert Portas          | 1-6, 7-5, 7-6           | Details       |
| 2.                   | 2 mei 2004        | ATP Barcelona       | Gravel     | Gastón Gaudio          | 6-3, 4-6, 6-2, 3-6, 6-3 | Details       |
| 3.                   | 21 mei 2006       | ATP Hamburg         | Gravel     | Radek Štěpánek         | 6-1, 6-3, 6-3           | Details       |
| 4.                   | 15 juli 2006      | ATP Båstad          | Gravel     | Nikolaj Davydenko      | 6-2, 6-1                | Details       |
| 5.                   | 5 augustus 2007   | ATP Sopot           | Gravel     | José Acasuso           | 7-5, 6-0                | Details       |
| 6.                   | 7 oktober 2007    | ATP Metz            | Hardcourt  | Andy Murray            | 0-6, 6-2, 6-3           | Details       |
| 7.                   | 13 juli 2008      | ATP Båstad          | Gravel     | Tomáš Berdych          | 6-4, 6-1                | Details       |
| 8.                   | 14 februari 2009  | ATP Costa do Sauípe | Gravel     | Thomaz Bellucci        | 6-3, 3-6, 6-4           | Details       |
| 9.                   | 22 februari 2009  | ATP Buenos Aires    | Gravel     | Juan Mónaco            | 7-5, 2-6, 7-6           | Details       |
| Verloren finales     |                   |                     |            |                        |                         |               |
| 1.                   | 16 april 2001     | ATP Casablanca      | Gravel     | Guillermo Cañas        | 5-7, 2-6                | Details       |
| 2.                   | 21 juli 2003      | ATP Stuttgart       | Gravel     | Guillermo Coria        | 2-6, 1-4 opg.           | Details       |
| 3.                   | 2 mei 2005        | ATP Estoril         | Gravel     | Gastón Gaudio          | 1-6, 6-2, 1-6           | Details       |
| 4.                   | 1 mei 2006        | ATP Barcelona       | Gravel     | Rafael Nadal           | 6-7, 3-6                | Details       |
| 5.                   | 15 januari 2007   | ATP Auckland        | Hardcourt  | David Ferrer           | 4-6, 2-6                | Details       |
| 6.                   | 16 september 2007 | ATP Peking          | Hardcourt  | Fernando González      | 1-6, 6-3, 1-6           | Details       |
| Gewonnen challengers |                   |                     |            |                        |                         |               |
| 1.                   | 12 juni 2000      | Espinho             | Gravel     | Jimy Szymanski         | 6-4, 6-2                | 6-4, 6-2      |
| 2.                   | 25 september 2000 | Sevilla             | Gravel     | Óscar Serrano Gámez    | 6-7, 6-1, 6-4           | 6-7, 6-1, 6-4 |

### Dubbelspel
| Nr.              | Datum            | Toernooi            | Ondergrond | Partner            | Tegenstanders in finale       | Score         | Details |
| ---------------- | ---------------- | ------------------- | ---------- | ------------------ | ----------------------------- | ------------- | ------- |
| Gewonnen finales |                  |                     |            |                    |                               |               |         |
| 1.               | 5 januari 2004   | ATP Chennai         | Hardcourt  | Rafael Nadal       | Jonathan Erlich Andy Ram      | 7-6, 4-6, 6-3 | Details |
| 2.               | 27 april 2008    | ATP Monte Carlo     | Gravel     | Rafael Nadal       | Mahesh Bhupathi Mark Knowles  | 6-3, 6-3      | Details |
| 3.               | 14 februari 2009 | ATP Costa do Sauípe | Gravel     | Marcel Granollers  | Lucas Arnold Ker Juan Mónaco  | 6-4, 7-5      | Details |
| Verloren finales |                  |                     |            |                    |                               |               |         |
| 1.               | 29 april 2001    | ATP Barcelona       | Gravel     | Fernando Vicente   | Donald Johnson Jared Palmer   | 6-7, 4-6      | Details |
| 2.               | 1 mei 2005       | ATP Estoril         | Gravel     | Juan Ignacio Chela | František Čermák Leoš Friedl  | 3-6, 4-6      | Details |
| 3.               | 24 juli 2005     | ATP Stuttgart       | Gravel     | Mariano Hood       | José Acasuso Sebastián Prieto | 6-7, 3-6      | Details |
| 4.               | 7 mei 2017       | ATP Estoril         | Gravel     | David Marrero      | Ryan Harrison Michael Venus   | 5–7, 2-6      | Details |

## Prestatietabellen
| Legenda | Legenda                          |
| ------- | -------------------------------- |
| g.t.    | geen toernooi gehouden           |
| l.c.    | lagere categorie                 |
| –       | niet deelgenomen                 |
| G       | uitgeschakeld in de groepsfase   |
| 1R      | uitgeschakeld in de eerste ronde |
| 2R      | uitgeschakeld in de tweede ronde |
| 3R      | uitgeschakeld in de derde ronde  |
| 4R      | uitgeschakeld in de vierde ronde |
| KF      | uitgeschakeld in de kwartfinale  |
| HF      | uitgeschakeld in de halve finale |
| F       | de finale verloren               |
| W       | het toernooi gewonnen            |
| w-v     | winst/verlies-balans             |

### Prestatietabel enkelspel
Deze gegevens zijn bijgewerkt tot en met 12 augustus 2017.
| Toernooi              | 2001              | 2002              | 2003              | 2004              | 2005              | 2006              | 2007              | 2008              | 2009              | 2010              | 2011              | 2012              | 2013              | 2014              | 2015              | 2016              | 2017              | Carrière winst-verlies |
| --------------------- | ----------------- | ----------------- | ----------------- | ----------------- | ----------------- | ----------------- | ----------------- | ----------------- | ----------------- | ----------------- | ----------------- | ----------------- | ----------------- | ----------------- | ----------------- | ----------------- | ----------------- | ---------------------- |
| Grandslamtoernooien   |                   |                   |                   |                   |                   |                   |                   |                   |                   |                   |                   |                   |                   |                   |                   |                   |                   |                        |
| Australian Open       | 1R                | 2R                | 1R                | 1R                | 3R                | 4R                | KF                | 2R                | 4R                | 1R                | KF                | –                 | 1R                | 4R                | 1R                | 2R                | –                 | 21-15                  |
| Roland Garros         | 4R                | 3R                | KF                | 4R                | KF                | 4R                | KF                | 3R                | KF                | 1R                | –                 | –                 | KF                | 3R                | 2R                | –                 | 2R                | 37-14                  |
| Wimbledon             | 2R                | 1R                | 3R                | 2R                | 1R                | 2R                | 2R                | 2R                | 3R                | 1R                | 1R                | –                 | 3R                | 4R                | 1R                | –                 | –                 | 14-14                  |
| US Open               | 4R                | 3R                | 1R                | 4R                | 4R                | 4R                | 3R                | 4R                | 4R                | 4R                | –                 | 2R                | KF                | 4R                | 3R                | –                 | –                 | 35-14                  |
| Winst-verlies         | 7-4               | 5-4               | 6-4               | 7-4               | 9-4               | 10-4              | 11-4              | 7-4               | 12-4              | 3-4               | 4-2               | 1-1               | 11-4              | 11-4              | 3-4               | 1-1               | 1-1               | 107-57                 |
| Tennis Masters Cup    |                   |                   |                   |                   |                   |                   |                   |                   |                   |                   |                   |                   |                   |                   |                   |                   |                   |                        |
| ATP World Tour Finals | –                 | –                 | –                 | –                 | –                 | G                 | –                 | –                 | –                 | –                 | –                 | –                 | –                 | –                 | –                 | –                 |                   | 1-2                    |
| ATP Masters 1000      |                   |                   |                   |                   |                   |                   |                   |                   |                   |                   |                   |                   |                   |                   |                   |                   |                   |                        |
| Indian Wells          | –                 | 1R                | 3R                | 2R                | 4R                | 3R                | 2R                | 3R                | 4R                | KF                | KF                | –                 | 1R                | 3R                | 4R                | –                 | 1R                | 17-13                  |
| Miami                 | –                 | 2R                | 2R                | 4R                | 3R                | 2R                | KF                | 2R                | 3R                | 3R                | –                 | –                 | –                 | 4R                | 2R                | –                 | 2R                | 12-11                  |
| Monte Carlo           | –                 | 1R                | 3R                | 1R                | –                 | KF                | 3R                | 3R                | 2R                | 3R                | 3R                | –                 | –                 | 3R                | 3R                | –                 | 1R                | 17-12                  |
| Rome                  | –                 | KF                | 3R                | 2R                | 1R                | 1R                | KF                | KF                | 3R                | –                 | –                 | –                 | –                 | 2R                | –                 | –                 | –                 | 14-9                   |
| Hamburg               | –                 | KF                | 2R                | 3R                | 3R                | W                 | 2R                | 2R                | Geen Masters 1000 | Geen Masters 1000 | Geen Masters 1000 | Geen Masters 1000 | Geen Masters 1000 | Geen Masters 1000 | Geen Masters 1000 | Geen Masters 1000 | Geen Masters 1000 | 16-6                   |
| Madrid                | GM                | 2R                | 2R                | KF                | 3R                | 3R                | 2R                | 2R                | 3R                | –                 | –                 | –                 | 2R                | 1R                | –                 | –                 | 1R                | 9-12                   |
| Montréal/Toronto      | –                 | 2R                | 3R                | 2R                | 3R                | 2R                | 2R                | 2R                | 2R                | 2R                | –                 | –                 | –                 | 3R                | 2R                | –                 | –                 | 13-11                  |
| Cincinnati            | –                 | 3R                | 1R                | HF                | 2R                | HF                | 2R                | 2R                | 1R                | 1R                | –                 | –                 | 3R                | KF                | 3R                | –                 |                   | 19-12                  |
| Shanghai              | Geen Masters 1000 | Geen Masters 1000 | Geen Masters 1000 | Geen Masters 1000 | Geen Masters 1000 | Geen Masters 1000 | Geen Masters 1000 | Geen Masters 1000 | 3R                | 2R                | 2R                | 2R                | 2R                | 1R                | 1R                | –                 | –                 | 6-7                    |
| Parijs                | 1R                | 2R                | 3R                | 2R                | KF                | HF                | KF                | 2R                | –                 | 3R                | –                 | –                 | –                 | 2R                | –                 | –                 | –                 | 13-10                  |
| Statistieken          |                   |                   |                   |                   |                   |                   |                   |                   |                   |                   |                   |                   |                   |                   |                   |                   |                   |                        |
| Titels                | 1                 | 0                 | 0                 | 1                 | 0                 | 2                 | 2                 | 1                 | 2                 | 0                 | 1                 | 0                 | 2                 | 0                 | 0                 | 0                 | 0                 | 12                     |
| Totaal winst-verlies  | 37-20             | 32-26             | 38-26             | 43-25             | 44-24             | 49-29             | 49-26             | 37-23             | 46-25             | 20-23             | 20-12             | 5-7               | 36-20             | 43-26             | 24-21             | 2-6               | 6-11              | 533-354                |
| Eindejaarsranking     | 30                | 30                | 21                | 13                | 19                | 7                 | 10                | 21                | 16                | 50                | 51                | 114               | 18                | 17                | 42                | 358               |                   | n.v.t.                 |

### Prestatietabel grand slam, dubbelspel
| Toernooi        | 2002 | 2003 | 2004 | 2005 | 2006 | 2007 | 2008 | 2009 | 2010 | 2011 | 2012 | 2013 | 2014 | 2015 | 2016 | 2017 |
| --------------- | ---- | ---- | ---- | ---- | ---- | ---- | ---- | ---- | ---- | ---- | ---- | ---- | ---- | ---- | ---- | ---- |
| Australian Open | 1R   | KF   | 3R   | –    | –    | –    | –    | 3R   | 2R   | 3R   | –    | –    | –    | –    | –    | –    |
| Roland Garros   | –    | 1R   | –    | –    | –    | –    | –    | KF   | 1R   | –    | –    | 1R   | –    | –    | –    | 3R   |
| Wimbledon       | 1R   | 1R   | 1R   | 1R   | 1R   | 1R   | –    | –    | KF   | 3R   | –    | –    | –    | –    | –    | –    |
| US Open         | –    | 1R   | HF   | –    | –    | –    | HF   | 2R   | HF   | –    | –    | 2R   | –    | –    | –    |      |

## Trivia
- Robredo heeft naakt geposeerd in de Britse versie van het modeblad Cosmopolitan (juli 2007).